# Phú Tân, Cà Mau
Phú Tân là một xã thuộc tỉnh Cà Mau, Việt Nam.

## Địa lý
Xã Phú Tân có vị trí địa lý:
- Phía đông giáp xã Nguyễn Việt Khái và xã Phú Mỹ
- Phía tây giáp Vịnh Thái Lan
- Phía nam giáp xã Cái Đôi Vàm và xã Nguyễn Việt Khái
- Phía bắc giáp xã Sông Đốc.

Xã Phú Tân có diện tích 101,7 km², dân số năm 2024 là 33.381 người, mật độ dân số đạt 328 người/km².

## Lịch sử
Sau năm 1975, thị trấn Cái Đôi thuộc huyện Cái Nước, tỉnh Cà Mau.
Ngày 20 tháng 9 năm 1975, Bộ Chính trị ban hành Nghị quyết số 245-NQ/TW về việc hợp nhất tỉnh Bạc Liêu, tỉnh Cà Mau và 2 huyện An Biên, Vĩnh Thuận (ngoại trừ 2 xã Đông Yên và Tây Yên) của tỉnh Rạch Giá thành một tỉnh mới, tên gọi tỉnh mới cùng với nơi đặt tỉnh lỵ sẽ do địa phương đề nghị lên.
Ngày 20 tháng 12 năm 1975, Bộ Chính trị ban hành Nghị quyết số 19/NQ về việc hợp nhất tỉnh Bạc Liêu và tỉnh Cà Mau thành một tỉnh mới, tên gọi tỉnh mới cùng với nơi đặt tỉnh lỵ sẽ do địa phương đề nghị lên.
Ngày 24 tháng 2 năm 1976, Chính phủ Cách mạng Lâm thời Cộng hòa miền Nam Việt Nam ban hành Nghị định số 3/NQ/1976 về việc hợp nhất tỉnh Bạc Liêu và tỉnh Cà Mau thành một tỉnh mới, lấy tên là tỉnh Bạc Liêu – Cà Mau.
Ngày 10 tháng 3 năm 1976, Chính phủ ban hành Nghị quyết về việc thành lập tỉnh Minh Hải trên cơ sở đổi tên tỉnh Bạc Liêu – Cà Mau.
Ngày 29 tháng 12 năm 1978, Hội đồng Chính phủ ban hành Quyết định số 326-CP về việc:
- Thành lập huyện Phú Tân thuộc tỉnh Minh Hải.
- Chuyển thị trấn Cái Đôi thuộc huyện Cái Nước về huyện Phú Tân mới thành lập. Thị trấn Cái Đôi trở thành huyện lỵ của huyện Phú Tân.

Ngày 25 tháng 7 năm 1979, Hội đồng Chính phủ ban hành Quyết định số 275-CP về việc:
- Chia xã Phú Mỹ B thành xã Phú Hòa và xã Phú Hiệp.
- Chia xã Tân Hưng Tây thành xã Tân Hưng Tây và xã Tân Hải.
- Đổi tên thị trấn Cái Đôi thành thị trấn Phú Tân.

Ngày 28 tháng 3 năm 1983, Hội đồng Bộ trưởng ban hành Quyết định số 23-HĐBT về việc:
- Chia thị trấn Phú Tân thành thị trấn Phú Tân và xã Tân Phong.
- Chia xã Tân Hải thành xã Tân Hải và xã Tân Nghiệp.

Ngày 17 tháng 5 năm 1984, Hội đồng Bộ trưởng ban hành Quyết định số 75-HĐBT về việc:
- Sáp nhập huyện Phú Tân vào huyện Cái Nước
- Chuyển thị trấn Phú Tân và các xã Phú Hiệp, Tân Hải, Tân Nghiệp, Tân Phong chuyển sang thuộc huyện Cái Nước. Huyện lỵ Cái Nước đặt tại xã Cái Nước.

Ngày 14 tháng 2 năm 1987, Hội đồng Bộ trưởng ban hành Quyết định số 33B-HĐBT về việc sáp nhập xã Tân Phong vào xã Tân Nghiệp và sáp nhập một phần diện tích và dân số của xã Tân Nghiệp để sáp nhập vào thị trấn Phú Tân.
Sau khi phân vạch, điều chỉnh địa giới hành chính:
- Thị trấn Phú Tân có 2.386 hécta đất và 5.000 nhân khẩu.
- Xã Tân Nghiệp có 3.562 hécta đất và 6.338 nhân khẩu.

Ngày 2 tháng 2 năm 1991, Ban Tổ chức – Cán bộ của Chính phủ ban hành Quyết định số 51/QĐ-TCCP về việc:
- Thành lập xã Nguyễn Việt Khái trên cơ sở xã Tân Hải cũ.
- Thành lập xã Phú Tân trên cơ sở thị trấn Phú Tân và các xã Phú Hiệp, Tân Nghiệp.

Ngày 6 tháng 11 năm 1996, Quốc hội ban hành Nghị quyết về việc chia tỉnh Minh Hải thành Bạc Liêu và tỉnh Cà Mau. Khi đó, xã Phú Tân thuộc huyện Cái Nước, tỉnh Cà Mau.
Ngày 22 tháng 4 năm 2003, Chính phủ ban hành Nghị định số 41/2003/NĐ-CP về việc thành lập xã Tân Hải thuộc huyện Cái Nước trên cơ sở 4.233,56 ha diện tích tự nhiên và 9.532 người của xã Phú Tân.
Ngày 17 tháng 11 năm 2003, Chính phủ ban hành Nghị định số 138/2003/NĐ-CP về việc:
- Thành lập huyện Phú Tân thuộc tỉnh Cà Mau.
- Chuyển xã Phú Tân thuộc huyện Cái Nước về huyện huyện Phú Tân mới thành lập quản lý.

Ngày 27 tháng 12 năm 2021, UBND tỉnh Cà Mau ban hành Quyết định số 2968/QĐ-UBND về việc công nhận đô thị Phú Tân (xã Phú Tân) là đô thị loại V.
Tính đến ngày 31/12/2024:
- Xã Phú Tân có 10 ấp: Cái Đôi, Cái Nước, Cái Nước Biển, Cống Đá, Đường Cày, Láng Cháo, Mỹ Bình, Tân Điền A, Tân Phú, Tân Thành.
- Xã Tân Hải có 7 ấp: Cái Cám, Đầu Sấu, Kết Nghĩa, Tân Điền, Tân Phong, Thanh Bình, Thanh Đạm.

Ngày 12 tháng 6 năm 2025, Quốc hội ban hành Nghị quyết số 202/2025/QH15 về việc sắp xếp đơn vị hành chính cấp tỉnh (nghị quyết có hiệu lực từ ngày 12 tháng 6 năm 2025). Theo đó, sáp nhập tỉnh Bạc Liêu vào tỉnh Cà Mau.
Ngày 16 tháng 6 năm 2025, Ủy ban Thường vụ Quốc hội ban hành Nghị quyết số 1655/NQ-UBTVQH15 về việc sắp xếp các đơn vị hành chính cấp xã của tỉnh Cà Mau năm 2025 (nghị quyết có hiệu lực từ ngày 16 tháng 6 năm 2025). Theo đó, sáp nhập toàn bộ 44,2 km² diện tích tự nhiên, quy mô dân số là 13.071 người của xã Tân Hải thuộc huyện Phú Tân vào toàn bộ 57,5 km² diện tích tự nhiên, quy mô dân số là 20.310 người của xã Phú Tân thuộc huyện Phú Tân.
Xã Phú Tân có 101,7 km² diện tích tự nhiên và quy mô dân số là 33.381 người.